# Hermon (Vayots Dzor)
Pour les articles homonymes, voir Hermon.
Hermon (en arménien Հերմոն ) est une communauté rurale du marz de Vayots Dzor, en Arménie. Comprenant également les localités d'Arates et de Kalasar, elle compte 171 habitants en 2008.